# تشينشوني
جِنجوني (Cencioni، نقحرة: تشينشوني) هي نوع من المعكرونة. الاسم مشتق الإيطالية حيث يعني «السجادة الصغيرة». تأتي هذه المعكرونة بقطع بيضاوية على شكل بتلات  ذو انحناء بسيط، وتكون أكبر ومسطحة أكثر من معكرونة أوريكيته. يكون شكلها غير متنظم بشكل كبير وذو ملمس خشن على أحد جوانبها لمساعدة الصلصات للالتصاق أكثر بها.